# Maniquí pitbrú
El maniquí pitbrú (Lonchura castaneothorax) és un ocell de la família dels estríldids (Estrildidae).

## Hàbitat i distribució
Habita praderies de ribera, canyars i manglars de les terres baixes del sud-est i nord de Nova Guinea i nord i est d'Austràlia des del nord d'Austràlia Occidental cap a l'est fins al nord-est del Territori del Nord, i des del nord de Queensland, cap al sud, per la costa, fins l'est de Nova Gal·les del Sud.